# Unstan Cairn
Der Unstan Cairn (auch Onstan) ist eine Hybridform zwischen einem Passage Tomb des Maes-Howe-Typs (MH) und einem Stalled Cairn vom Orkney-Cromarty-Typ (OC). Die Gestaltung der langgestreckten zentralen Kammer ist (sieht man von den Boxentrennung ab) die eines Stalled Cairns. Einige Merkmale wie der laterale Zugang, die Nebenkammer und der Rundhügel sind indes für Stalled Cairns unübliche Elemente, lediglich Bigland Round hat ebenfalls einen Rundhügel.

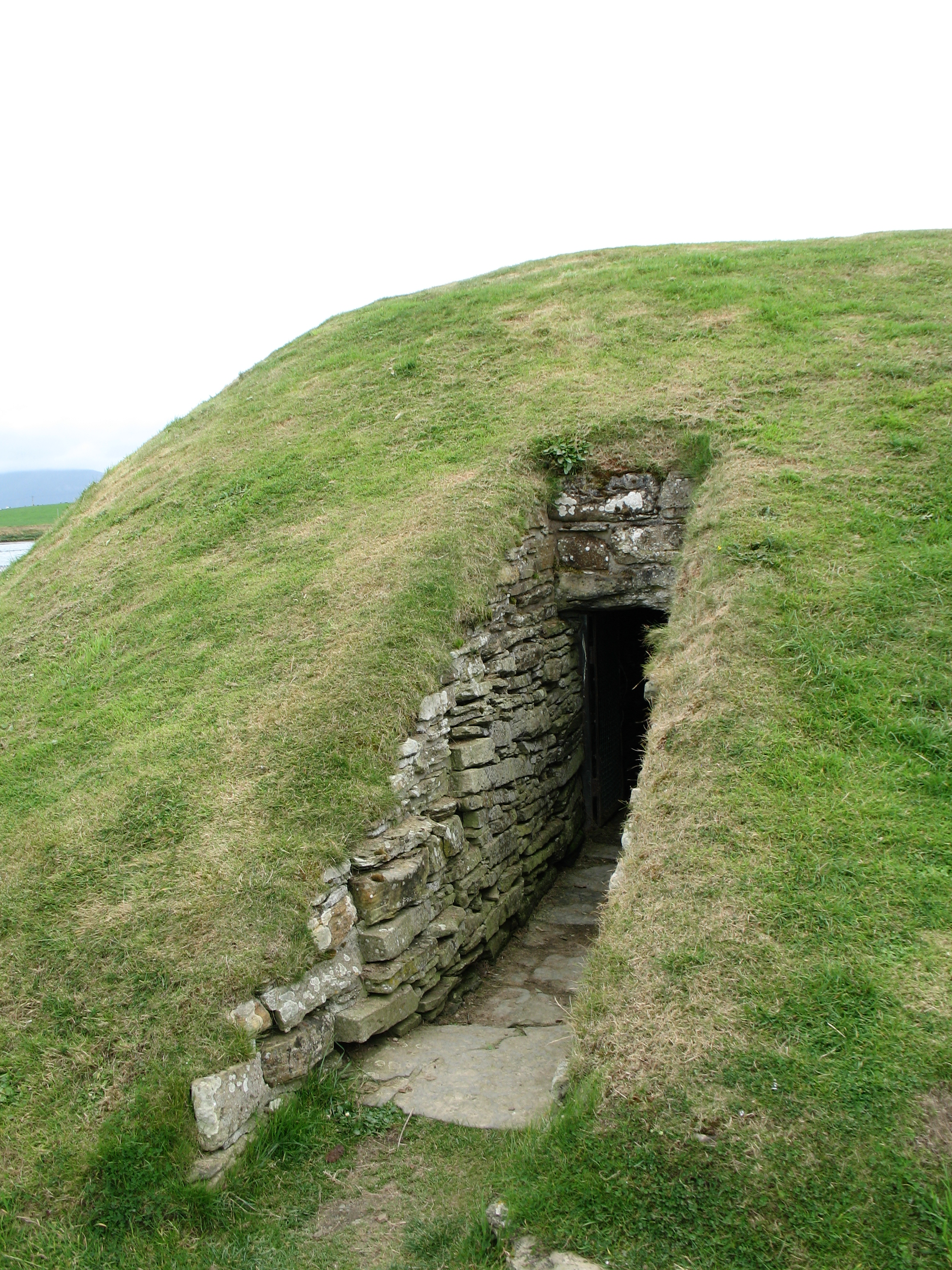
Zugang zum Unstan Cairn

## Lage
Der Unstan Cairn liegt auf der Orkney-Insel Mainland unweit der Straße A965, die von Stromness nach Kirkwall führt, vier Kilometer von Stromness entfernt. Die Anlage liegt auf einer kleinen Halbinsel, die am Loch of Stenness jenen Punkt überblickt, an dem sich das Süßwasser des Sees mit dem Salzwasser der Bay of Ireland, der nördlichsten Bucht von Scapa Flow, vermischt. Die Halbinsel wird durch einen niedrigen Erdwall unbekannten Datums vom Umland getrennt.

## Beschreibung
In dem ovalen, bereits 1884 ausgegrabenen Cairn liegt die 8,4 m lange und bis zu zwei Meter breite, in neun Segmente unterteilte Kammer. Der an den Langseiten leicht gebauchte Raum wird durch beidseitig aus den Trockenmauerwerkswänden vorspringende, teilweise beschädigte Platten gegliedert. Für Anlagen des Stalled-Cairn-Typs ungewöhnlich sind der Rundhügel, der (7,8 m lange) lateral (und nicht axial gelegene) Zugang und eine zentral gelegene Nebenkammer. Das abgetragene Dach der Anlage ist durch eine moderne Betondecke ersetzt worden, nachdem der Staat 1934 die Anlage in Obhut nahm.
Vom Cairn aus sind der Ring of Brodgar und Maes Howe im Osten sichtbar. Einer der Menhire von Deepdale ist im Westen erkennbar.

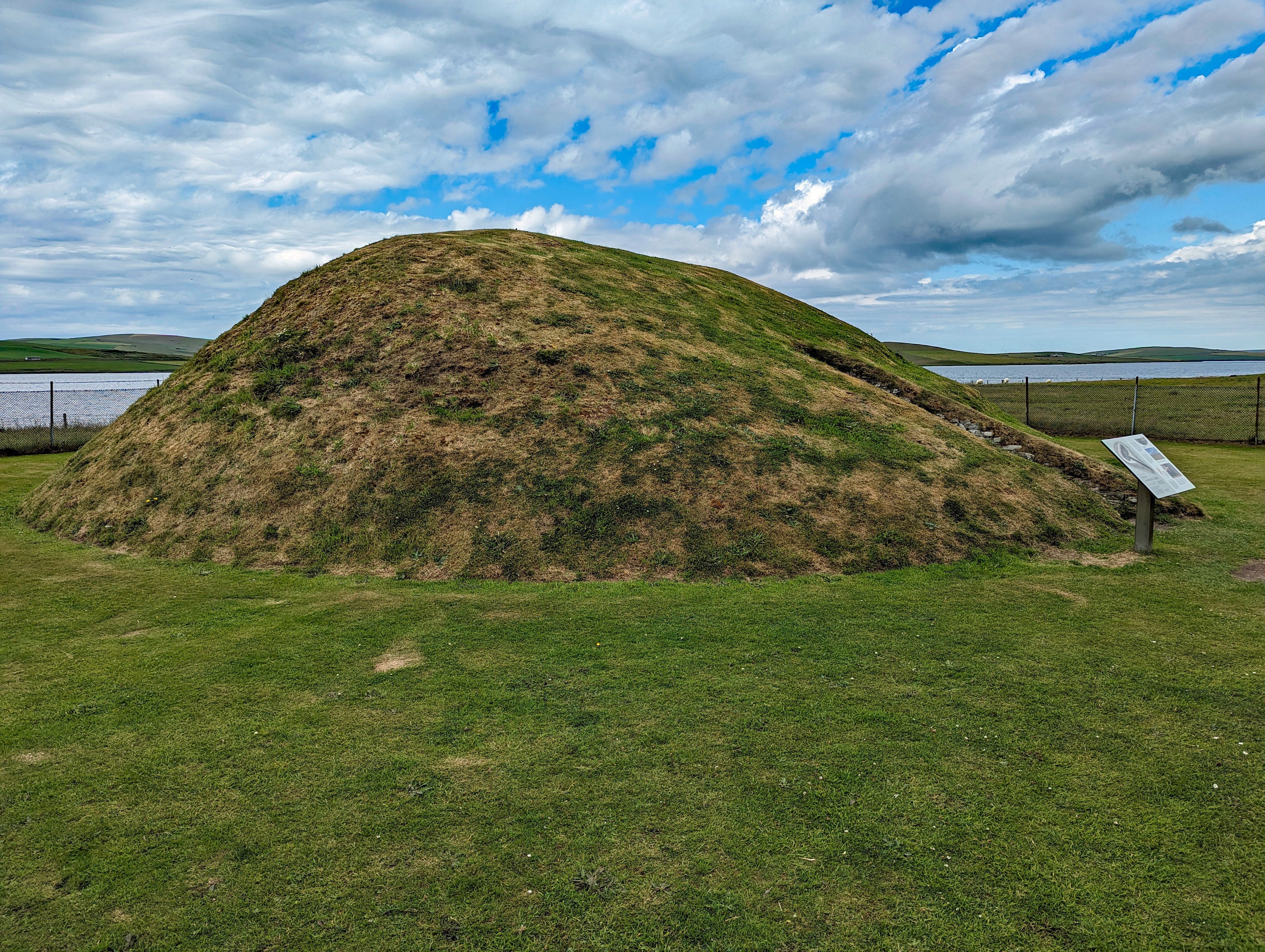
Außenansicht
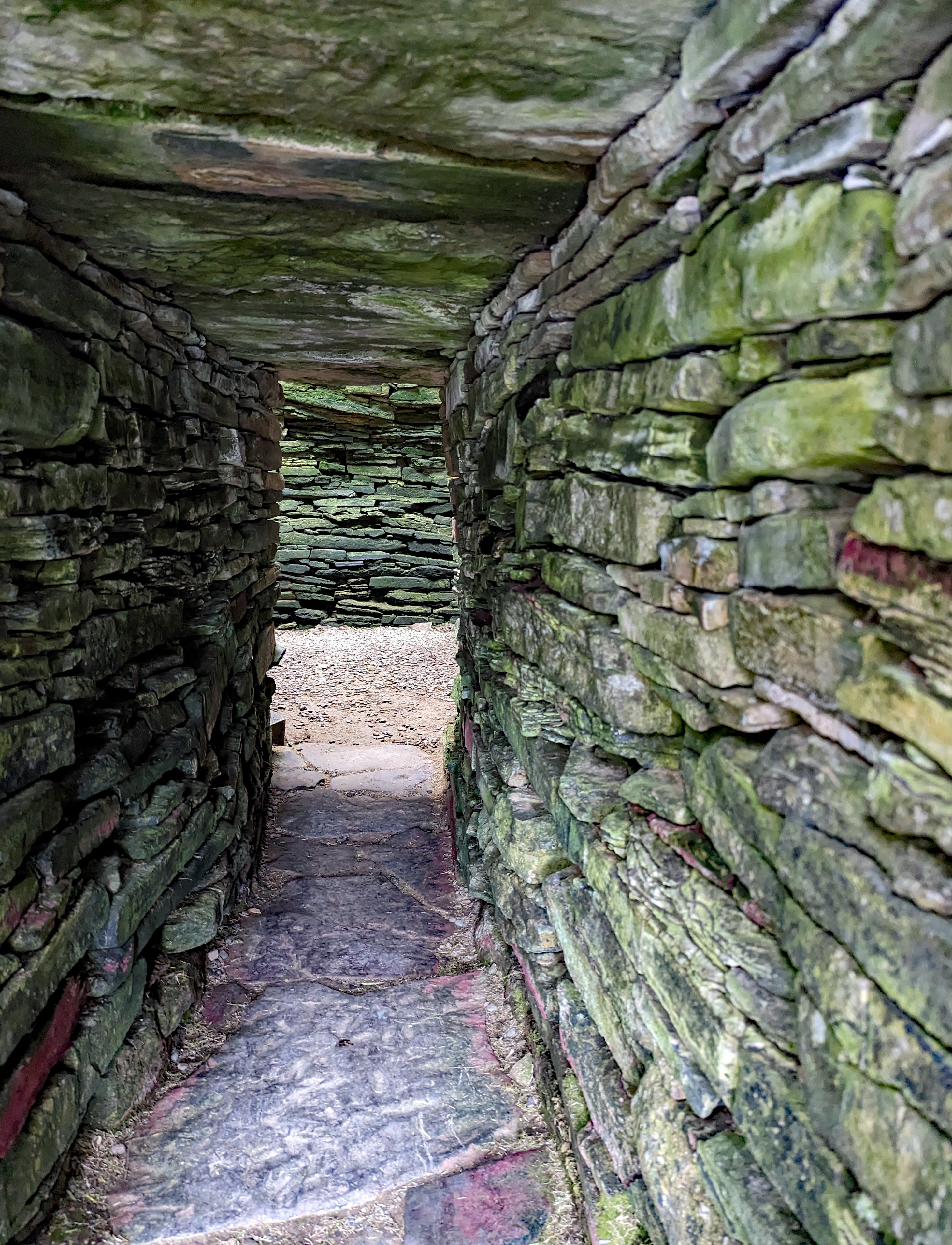
Eingangsbereich
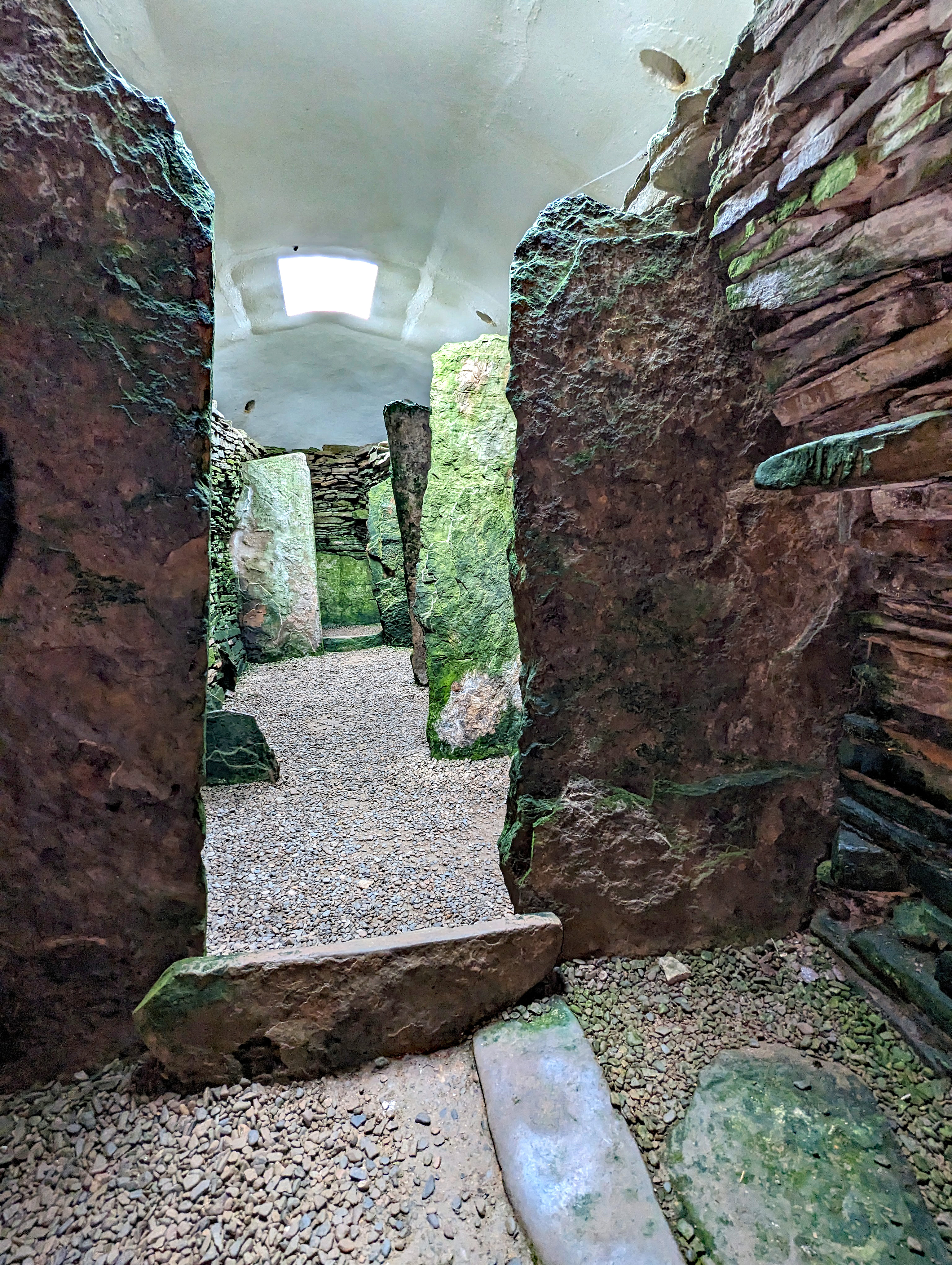
Innenansicht
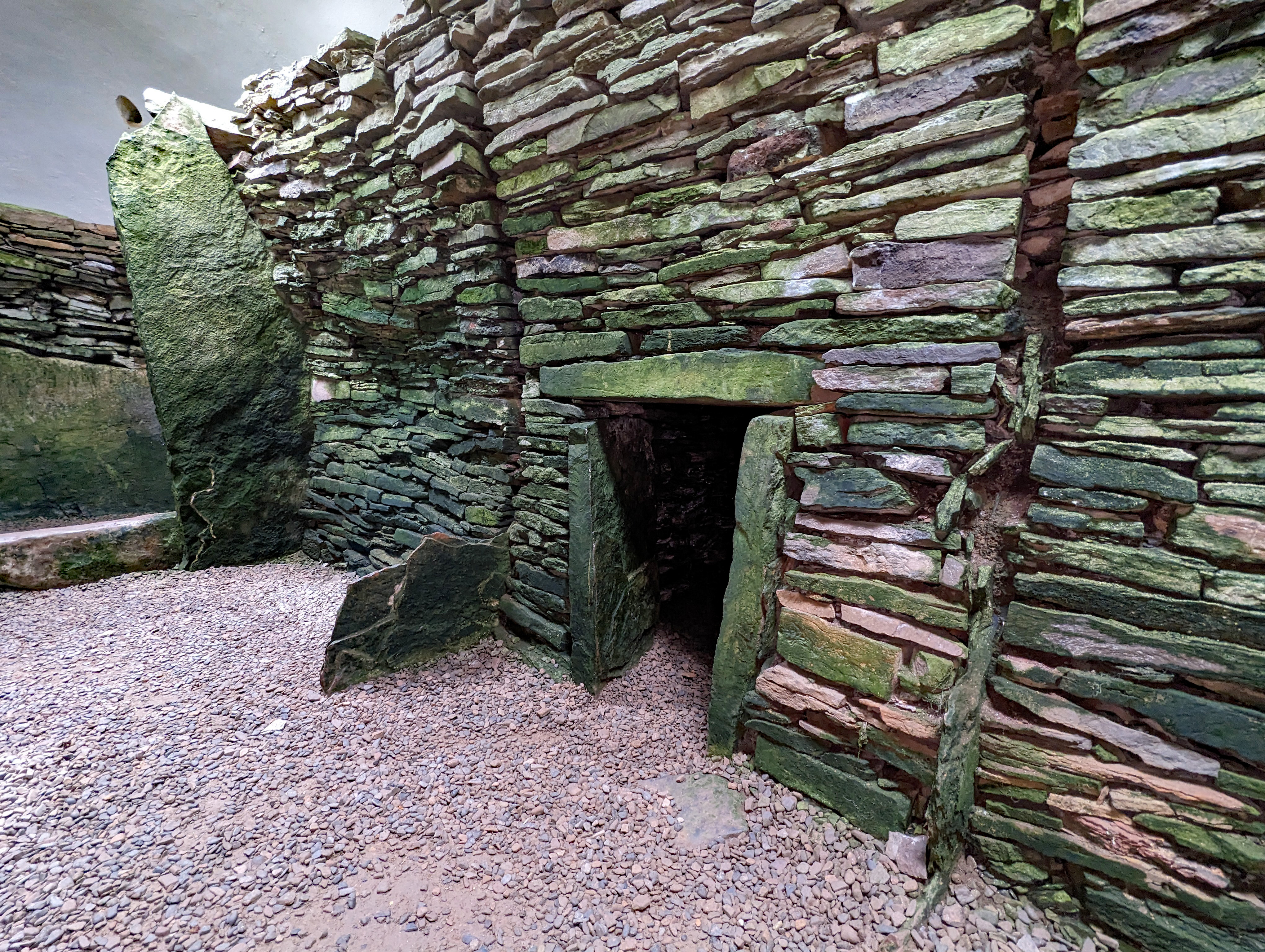
Zugang zur Seitenzelle
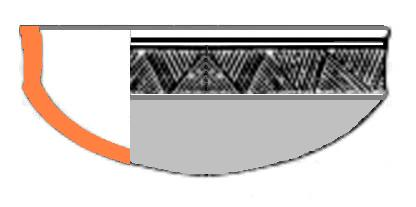
Unstan Ware

## Funde
Eine Menge von Menschen- und Tierknochen wurde gefunden, aber weder registriert noch bewahrt. Darunter waren eine Anzahl intakter Skelette in der Kammer und zwei in der Seitenzelle; alle in Hockerstellung.
Es ist jene Megalithanlage, nach der die neolithische Unstan Ware, eine typische Keramik im Nordteil der Britischen Inseln, benannt wurde. Die bereits 1884 vorgenommene Ausgrabung erbrachte zerscherbte Tonware von mindestens 30 der fein verzierten Schüsseln.
Wie Maes Howe durch Normannen scheint Unstan zusätzlich durch Pikten heimgesucht worden zu sein. Schwach erkennbar sind geschnitzte Runen auf dem Stein, der über dem Eingang liegt, zu sehen. Daneben ist ein tief eingeschnittener, typisch piktischer Vogel abgebildet.